# Аяндыков, Садвакас
Садвакас Аяндыков (каз. Сәдуақас Аяндықов; 1890 год — 1970 год) — старший конюх колхоза имени Карла Маркса Атбасарского района Акмолинской области, Казахская ССР. Герой Социалистического Труда (1948).

## Биография
Трудовую деятельность начал пастухом. С 1930 года трудился конюхом, старшим конюхом, заведующим коневодческой фермой колхоза имени Карла Маркса Атбасарского района. В годы Великой Отечественной войны ферма, которой руководил Садвакас Аяндыков, сдала на фронт 115 лошадей. После войны трудился старшим конюхом.
Указом Президиума Верховного Совета СССР от 23 июля 1948 года за получение высокой продуктивности животноводства в 1947 году при выполнении колхозом обязательных поставок сельскохозяйственных продуктов и плана развития животноводства удостоен звания Героя Социалистического Труда с вручением ордена Ленина и золотой медали «Серп и Молот».
В 1957 году вышел на пенсию. Жил в Атбасарском районе.
Скончался в 1970 году.

## Награды
- Герой Социалистического Труда — указом Президиума Верховного Совета СССР от 23 июля 1948 года
- Орден Ленина